# 유길종
유길종(劉吉鍾, 1961년 12월 12일, 경북 성주 출생)은 대우자동차 노동운동가 출신의 정치인이다. 현 더불어민주당 정책위원회 부의장이며, 518민주유공자이다.

## 생애
1961년 경북 성주에서 출생했다. 7세때 서울로 상경해 단국중학교, 우신고등학교 (서울)를 다녔고, 중학교 때부터 다녔던 교회에서 장준하, 함석헌 등을 접한 영향으로 1979년 한국신학대학(한신대)에 진학했다.
1980년 5월 서울의 봄 서울역 10만 학생시위에서 일부 지도부의 회군 결정에 반발해 신학대학협의회를 이끌고 남대문 청와대 진군에 앞장섰다. 5·18 광주 민주화 운동 도청 진압시 친한 벗 류동운이 총탄에 사망하였다. 대학휴교령 해제후 10월 8일 류동운 열사 추모식을 계기로 대학가 첫 시위를 주도하였고, 이때 비상계엄 포고령 위반으로 투옥되었다.
1984년에 우리 사회의 근본적 변화를 위해서는 노동현장의 변화가 필요하다고 판단하여, 노동운동에 투신하였다. 이후 1985년 인천 부평에 있는 대우자동차에 위장취업하였고, 1987년 노동자 대투쟁 당시 대우차 파업을 이끌어 직선제를 쟁취해 민주노조를 만들었고 투옥 해고되었다. 이후 대우차 노동운동을 지원하며 총 3차례 옥고를 치르고 8년간 기나긴 해고자 생활을 했다.
1995년 대우 김우중의 세계경영 전략의 일환으로 ‘계열사 근무후 복직’ 방침에 따라 (주)대우 독일/오스트리아 자판법인에서 2001년까지 근무하였다. 이 기간 동안 독일 산별노조와 서구 민주주의 체제를 관심있게 공부하였다.
2001년 귀국 후 지엠대우 사무직으로 복직하였다. 사무직의 대량 정리해고등으로 노조건설의 요구가 높아갔다.
2003년 지엠대우 5천 사무직을 대표하는 직선제 ‘사무노위(사무노동직장발전위원회)’ 3대 위원장으로 당선되었다. 핵심공약인 노동3권을 보장받는 ‘사무노조건설’ 준비에 매진했다.
2005년 7월 사무노조(전국금속노동조합 지엠대우사무지부)를 건설하고 초대 위원장이 되었다. ‘사무노위’를 해산하여 단일조직화했다. 이후 현장직 노조와 통합하기까지 회사의 탄압에 맞서 오랫동안 분투하였다.
2009년 5월 노무현 대통령이 서거하자 김포시 중앙광장에 빈소를 차리고 시민상주로 나섰고, ‘소명으로서의 개혁정치’를 꿈꾸며 정치에 입문하였다.
2014년 새정치민주연합의 김포시장에 출마하였으나 세월호 사건으로 선거활동이 중단되어 정치신인으로서 성공하지 못하였다. 그해 7월 김포 국회의원 보궐선거에 나서 김두관 후보와 당내경선을 벌였고, 그후 공동선대위원장으로 그를 도왔다.
2016년 인천서구갑 지역에서 국민의당 국회의원 후보로 출마했다.
2022년 1월 민주당에 복당하였고, 이재명 후보의 당내경선 초기부터 본선까지 함께 하였다. 이후 인천 계양을 국회의원 보궐선거에서 이재명 후보 열린캠프 선거운동본부장으로 활동하였고, 이어진 당대표 선거까지 이재명 후보를 일관되게 지지했다.

## 약력
- 1961.12.12. : 경북 성주 출생

- 1980.05. : 서울의 봄, 서울역 10만 학생시위에서 회군 결정에 반발해 남대문과 청와대 진군에 앞장
- 1980.10.08. : 대학 휴교령 해제후 대학가 첫 시위로 투옥(비상계엄 포고령 위반) - 518 광주항쟁에서 도청 사수과정에서 숨진 벗 류동운 열사 추모 및 비상계엄해제 요구
- 1985. : 대우자동차 현장직 위장취업
- 1987. : 노동자대투쟁 당시 대우자동차 파업을 주도, 직선제 노조 쟁취하고 투옥 해고. 이후 8년간 해고자 생활
- 1988.06.09. : 대우자동차 노조 활동[2]
- 1993.07.09. : 대우자동차 노조 활동[3]
- 1994.11.03. : 대우차 복직 결정[4]
- 1995. : 계열사 근무후 복직 방침에 따라 (주)대우 독일/오스트리아 자판법인에서 근무(~2001)
- 2001. : 귀국. 지엠대우 5천 사무직을 대표하는 ‘사무노위’ 제3대 위원장 당선(직선. 2003)
- 2005. : 사무노위 해산하고 사무노조 건설, 초대 위원장(최종 1~3대 위원장)[5]
- 2009.05. : 노무현 대통령 서거 시민상주(김포시 중앙광장에 빈소 설치). 이후 김포민주시민연대 조직[6]
- 2014.07. : 김포지역 국회의원 보궐선거에 출마, 새정치민주연합 김두관 후보와 당내경선, 경선 후 공동선대위원장으로 김두관 후보를 도움
- 2016. : 20대 총선, 부평구을 지역에서 홍영표 의원과 경쟁하다, 인천 서구갑 지역으로 출마했으나 낙선
- 2020. : 국민의당 혁신성장일자리위원장, 인천서구갑 지역위원장으로 4년 활동. 21대 총선에서 공천반납후 탈당. 더불어민주당 김교흥 후보의 공동선대위원장으로 활동
- 2021. : 이재명대통령후보 당내경선 캠프에서 본부장으로 활동
- 2022.01.10. : 더불어민주당에 복당, 2021년부터 이재명후보(대선) 캠프에서 '국민통합위원회 부위원장'으로 활동[7]
- 2022.06. : 인천 계양구을 보궐선거에서 이재명 후보 열린캠프 선대본부장 활동
- 2022.09. : 더불어민주당 이재명 당대표 선거 지원활동
- 2022.10. : 더불어민주당 정책위원회 부의장

## 저서
공저 : 《서서 죽기를 원한 사람들: 한국신학대학 민주화운동사》(共), 대한기독교서회, 2023년 4월 20일
저서 ; <<유길종의 나의소명>> 유길종 지음, 와선재  2024년 1월 7일